# 51-es busz (Pécs)
A pécsi 51-es jelzésű autóbusz a Fagyöngy utca - Déri Miksa utca - Fagyöngy utca útvonalon közlekedik

## Története
A járatot 2017. október 30-án indították próbajelleggel a Déli Ipari Park kiszolgálására. A Fagyöngy utcához visszaérkezve 8-as és 62-es jelzéssel közlekednek tovább.
2021. március 3-ától 52-es jelzésű busz is közlekedik.

## Útvonala
| Fagyöngy utca → Déli Ipari Park → Fagyöngy utca                                         |
| --------------------------------------------------------------------------------------- |
| Fagyöngy utca – Pascal út – Galilei út – Galamb József utca – Pascal út – Fagyöngy utca |

## Megállóhelyei
| 51 (Fagyöngy utca – Déli Ipari Park) |                          |                                                           |                 |
| Perc (↓)                             | Megállóhely              | Megállóhelyet érintő járatok                              | Létesítmények   |
| 0                                    | Fagyöngy utca végállomás | 1, 8, 22, 23, 23Y, 24, 33, 51, 52, 62, 73, 73Y, 109E, 142 |                 |
| 2                                    | Galilei utca             | 51, 52                                                    | Déli Ipari Park |
| 3                                    | Déri Miksa utca          | 51                                                        | Déli Ipari Park |
| 5                                    | Fagyöngy utca végállomás | 1, 8, 22, 23, 23Y, 24, 33, 51, 52, 62, 73, 73Y, 109E, 142 |                 |